# کسپر ماچرزاک
کسپر ماچرزاک (انگلیسی: Kacper Majchrzak؛ زادهٔ ۲۲ سپتامبر ۱۹۹۲) ورزشکار ورزش شنا اهل لهستان است.
وی در مسابقات کشوری و بین‌المللی در مجموع برندهٔ ۵ مدال برنز شده‌است.